# 桃 (桃型駆逐艦)
桃（もも）は、大日本帝国海軍の駆逐艦で、桃型駆逐艦の1番艦である。同名艦に松型駆逐艦の「桃」があるため、こちらは「桃 (初代)」や「桃I」などと表記される。

## 艦歴
1916年（大正5年）2月28日、佐世保海軍工廠で起工、同年10月12日午前9時進水、同年12月23日竣工。
第一次世界大戦では、1917年（大正6年）から1919年（大正8年）まで、地中海の海上護衛に従事した。1932年（昭和7年）、第一次上海事変において揚子江水域の作戦に参加した。
1940年（昭和15年）4月1日、除籍。

## 艦長
※『日本海軍史』第9巻・第10巻の「将官履歴」及び『官報』に基づく。
艤装員長
- 古川良一 少佐：1916年10月27日 - 1916年11月22日
- （兼）古川良一 少佐：1916年11月22日 - 1916年12月26日[9]

駆逐艦長
- 古川良一 少佐：1916年11月22日 - 1918年11月1日[10]
- 若山昇 少佐：1918年11月1日[10] - 1918年11月12日[10]
- 池田武義 少佐：1918年11月12日[10] - 1919年12月1日[11]
- 松川晃 少佐：1919年12月1日[11] - 1920年12月1日[12]
- 生島賢二 少佐：1920年12月1日[12] - 1921年9月10日[13]
- 畠山義赳 少佐：1921年9月10日[13] - 1922年11月1日[14]
- （心得）福原一郎 大尉：1922年11月1日[14] - 1922年12月1日[15]
- 福原一郎 少佐：1922年12月1日[15] - 1924年5月10日[16]
- 石橋三郎 少佐：1924年5月10日[16] - 1924年10月1日[17]
- 日台虎治 少佐：1924年10月1日 - 1925年12月1日
- 中田操 少佐：1925年12月1日[18] - 1926年12月1日[19]
- 井原美岐雄 少佐：1926年12月1日[19] - 1927年11月1日[20]
- 植田弘之介 少佐：1927年11月1日[20] - 1928年12月10日[21]
- 兄部勇次 大尉：1928年12月10日 - 1929年11月30日
- 益田康彦 少佐：1929年11月30日[22] - 1930年12月1日[23]
- 佐藤康夫 少佐：1930年12月1日 - 1932年11月15日
- 橘雄次 少佐：1932年11月15日[24] - 1934年2月1日[25]
- （兼）近野信雄 少佐：1934年2月1日 - 1934年2月20日
- （兼）赤沢次寿雄 大尉：1934年2月20日 - 1934年7月25日
- （兼）小西要人 少佐：1934年7月25日 - 1934年11月15日
- （兼）岡林子郎 大尉：1934年11月15日[26] - 1934年12月15日[27]